# Zaljev svinja
Zaljev svinja (špa. Bahía de Cochinos) je zaljev na južnoj obali Kube. Naziv je vjerojatno nastao zbog jezičnog nesporazuma. "Cochinos" u španjolskom nazivu zaljeva preveden je na engleski kao svinja, ali cochino je također ime i za ribu (lat. "Balistes vetula") iz porodice zrakoperki koje su vrlo česte u zaljevu.

## Invazija u Zaljevu svinja
Invazija u Zaljevu svinja bio je pokušaj 1400 Kubanaca u egzilu koje je trenirala CIA, okupirati Kubu. Iskrcavanje se odigralo 17. travnja 1961., a bilo je neuspješno, između ostalog i zbog nedostatka podrške tadašnjeg američkog predsjednika Johna Kennedyja.